# Basilisk
Basilisk (バジリスク, Bajirisuku) est un manga écrit et dessiné par Masaki Segawa inspiré du livre Koga Ninpo Cho de Fūtarō Yamada. Au Japon, il a été prépublié dans le magazine Young Magazine Uppers entre 2003 et 2004 et a été compilé en un total de cinq volumes. La version française est publiée par Kurokawa en cinq volumes sortis entre octobre 2006 et juin 2007. Il a été adapté en série d'animation japonaise de vingt-quatre épisodes par le studio Gonzo en 2005.
Une suite intitulée Basilisk: The Ōka Ninja Scrolls (バジリスク〜桜花忍法帖〜, Bajirisuku Ōka Ninpō Chō~) est publiée depuis 2017 dans le magazine Weekly Young Magazine. Une adaptation en anime est diffusée depuis janvier 2018.
Le manga a reçu en 2004 le prix du manga de son éditeur Kōdansha dans la catégorie Général (seinen).

## Synopsis
Lorsque le seigneur féodal Ieyasu Tokugawa se trouve dans l’incapacité de décider lequel de ses deux fils devra le remplacer à la tête de l’empire, son conseiller lui suggère un concours pour le moins atypique. Il suffit de laisser les deux clans de ninjas de l’empereur (l'un de la province d'Iga et l'autre de la province de Kōga) se battre à mort, avec 10 maîtres ninjas de chaque clan combattant pour l’un ou l’autre de ses fils. Le clan vainqueur déterminera qui succédera au trône. Ieyasu accepte cette compétition, déclarant que le clan Iga représentera son fils aîné Takechiyo, et le clan Koga son deuxième fils Kunichiyo. Les chefs des deux clans acceptent avec joie le combat, étant jusque-là dans une situation de guerre froide depuis des générations. Finalement libérés du pacte de non-agression forgé par le leader Hattori Hanzō, les membres des clans d’Iga et de Koga commencent immédiatement à se trucider avec un abandon presque sadique. Cependant, pour compliquer un peu les choses, les héritiers de chaque clan – Gennosuke de Koga et Oboro d’Iga – sont profondément amoureux l’un de l’autre. Commence alors une guerre cruelle dans laquelle deux amoureux sont tournés l’un contre l’autre, forcés de se confronter à leur loyauté et de se rencontrer dans le champ de bataille.

## Personnages

### Clan Iga de Tsubagakure

#### Oboro Iga
Oboro est la petite fille d'Ogen Iga. Elle est une jeune femme d'une grande beauté et d'un caractère enfantin, voire juvénile. Son nom figure parmi ceux des dix guerriers ninjas désignés par Ogen pour affronter le clan Kôga. Elle est aussi la future épouse de Gennosuke Kôga avant que le traité de non-agression qui faisait régner la paix entre les deux clans ne soit rompu. Elle ne maîtrise aucune technique ninja mais elle possède des yeux capables de "briser" n'importe quelle technique ninja. 
Oboro désire rétablir la paix entre les deux camps ninjas afin de pouvoir vivre avec Gennosuke. Mais une fois le traité de non-agression rompu, les deux clans ennemis se lancent dans un combat à mort où l'amour n'a pas sa place. C'est pour cette raison que ses alliés du clan Iga (Akeginu, Rôsai, Nenki, Tenzen, Hotarubi, Jingorô et Koshirô) ne la mettent pas directement au courant de l'affrontement qui oppose à nouveau les deux clans : sa naïveté et son amour pour Gennosuke ont permis aux ninjas d'Iga d'éliminer quatre combattants de Kôga avant qu'elle n'apprenne la vérité. 
Malgré tout, Oboro refuse de combattre les membres du clan Kôga, et son entêtement la pousse même à enduire ses paupières d'un remède appelé Nanayomekura ("sept nuits d'aveugle") de manière à clore ses yeux durant sept jours et sept nuits, et ainsi sceller son pouvoir. Et pour finir, refusant de mettre fin aux jours de l'homme qu'elle aime, Oboro va même jusqu'à se suicider face à Gennosuke, le dernier survivant du camp adverse.
Oboro n'a tué aucun ninja du clan Kôga mais, grâce au pouvoir de ses yeux, elle a tué définitivement Tenzen en l'empêchant de ressusciter, après que Gennosuke lui ait tranché la tête. 
Elle est la dernière Iga à mourir.

#### Tenzen Yakushiji
Tenzen est un des dix guerriers choisis pour affronter le clan Kôga. Il est le second chef du clan d'Iga après Ogen, et aussi le seul qu'elle considère comme son égal. Étant immortel, Tenzen a 214 ans mais n'en paraît que 34. Ses deux siècles d'existence lui ont apporté une parfaite maîtrise des combats, une ruse ainsi qu'une assurance inégalables. Cependant, il n'en demeure pas moins prudent car, avant d'affronter un ennemi, Tenzen  cherche d'abord à connaître sa technique. C'est le plus vieux participant du tournoi.
Tenzen est comparable à Wolverine, ses cellules se régénèrent s'il est blessé. Il a un organisme contenu dans le lobe de ses oreilles qui lui permet de se régénérer et lui confère l'immortalité (ce qui lui a été d'une grande utilité lorsque Tenzen s'est fait "tuer" par Jûbei, Gyôbu, Hyôma et Kagero). La créature se manifeste à chaque fois que Tenzen est blessé, et se dirige vers les plaies pour les refermer. Les seules façons de le tuer sont de brûler entièrement son corps ou de le décapiter et sa tête ne doit plus reposer sur son corps, un exploit que seul Gennosuke Kôga est parvenu à accomplir.
Son pouvoir de résurrection n'est pas une technique ninja : le parasite qui vit en lui et soigne ses blessures depuis 214 ans est en réalité l'esprit de sa mère. Cette dernière, une ninja du clan Iga, est tombée amoureuse d'un Kôga qu'elle voyait en secret dans la forêt. Un soir, alors qu'elle était enceinte de lui, la jeune femme est allée rejoindre son amant, et c'est alors que des ninjas de Kôga se sont précipités sur elle pour la tuer. Avant de lui donner le coup fatal, son amant a ouvert le ventre de la Iga et lui a arraché l'enfant qu'elle portait. L'esprit de la jeune femme a, depuis ce jour, élu domicile dans le corps de son fils non seulement pour entretenir sa haine pour le clan Kôga, mais aussi pour "aspirer" ses maux (les blessures, les poisons, les signes de vieillesse… Il est probable que durant son existence, sa technique ninja ait été la guérison). Tenzen été élevé et a grandi (et vieilli) à Manjidani pendant les 34 premières années de sa vie, avant de mourir puis ressusciter pour la première fois. C'est probablement à compter de ce jour que l'esprit de sa mère a commencé à se manifester en lui, éveillant ainsi sa haine et sa rancune pour le clan Kôga. À la suite de sa première résurrection Tenzen a été banni de Manjidani et a ensuite rejoint le clan Iga. Influencé par l'esprit de sa mère défunte, Tenzen ne connait ni souffrance ni compassion, et voue une haine sans limite pour le clan Kôga. Sa mère doit probablement être jalouse de l'amour que se portent Danjô et Ogen, puis Gennosuke et Oboro, et tente sûrement de les séparer par le biais de Tenzen afin qu'ils n'atteignent jamais ce qu'elle n'a pu obtenir elle-même. 
Paradoxalement à son désir de vaincre, Tenzen n'a eu de cesse pendant toutes ces années d'attendre que quelqu'un parvienne enfin à le tuer, et ainsi le libérer de cet « Enfer ». En effet, chacune de ses régénérations inflige à Tenzen une douleur encore plus terrible que celles causées par ses blessures elles-mêmes. En plus de son passé difficile, toutes ces souffrances qu'il a subies à la suite de ses résurrections lui ont peu à peu fait perdre la raison ce qui explique le fait qu'il se montre souvent cruel, voire monstrueux…
Lors du voyage en bateau des cinq Iga survivants (Tenzen, Koshirô, Oboro, Akeginu et Jingorô), Tenzen s'isole avec Oboro afin  de lui faire oublier Gennosuke, et ainsi s'assurer qu'une fois qu'elle rouvrira les yeux, Oboro affrontera son bien-aimé. Mais celle-ci refusant, Tenzen décide alors de faire d'elle sa femme, se justifie en prétextant que tel était le désir d'Ogen, et tente de la violer. Tenzen renouvelle cette expérience sous les yeux de Kagerô afin de tester le pouvoir de celle-ci, mais il est interrompu par l'arrivée de Gennosuke. Tenzen semble être plus attiré par la domination du clan Iga que par Oboro elle-même, que sa puérilité exaspère à plusieurs reprises.
Tenzen a battu un record en tuant quatre ninjas du clan Kôga : Jûbei Jimushi, Gyôbu Kazumi, Saemon Kisaragi et indirectement Kagerô (en réalité, il l'a affaiblie en la torturant afin d'attirer Gennosuke jusqu'à lui. Elle n'est morte qu'après, en utilisant ses dernières forces pour empoisonner Gennosuke).
Il est le 9e Iga à mourir.

#### Akeginu
Akeginu fait partie des dix combattants choisis pour affronter le clan Kôga. Elle est d'une nature très protectrice, notamment envers Oboro, dont elle est le garde du corps. Elle est capable de contrôler son sang et de le faire sortir de son corps pour faire diversion ou créer un écran opaque, par exemple. Akeginu est une femme d'une grande beauté, à laquelle succombe Jôsuke, qu'elle a tenté d'assassiner. Cette tâche est accomplie par Jingorô, dont elle semble être proche. En effet, lorsque Gyôbu le jette dans la mer, Akeginu n'hésite pas à sauter du bateau afin de le sauver. Mais lorsqu'elle atteint son ami, il est trop tard : Jingorô s'est déjà dissout dans l'eau, et Akeginu s'en voit affligée. Elle réussit cependant à le venger très rapidement en aidant Tenzen à tuer Gyôbu.
Durant le voyage pour Sunpu, Akeginu veille sur Koshirô, rendu aveugle lors de son affrontement avec Gennosuke, et tombe secrètement amoureuse de lui. Lorsque l'homme qu'elle aime se fait tuer par Kagerô, Akeginu se laisse envahir par le chagrin, et, par la suite, part avec Saemon (qui avait alors l'apparence de Tenzen) afin de le venger. C'est alors que Saemon lui dévoile sa véritable identité en l'empêchant de s'en prendre à Kagerô, sa complice. Akeginu se fait tuer par cette dernière avant de tomber dans la rivière.
Akeginu n'a tué aucun ninja du clan Kôga. 

#### Koshirô Chikuma
Koshirô est l'un des dix guerriers choisis pour affronter le clan Kôga. Il est l'apprenti de Tenzen Yakushiji et lui est entièrement dévoué. À l'instar de son maître, Koshirô déteste le clan Kôga et prend grand plaisir à tuer ses ennemis. D'ailleurs, les deux cicatrices qui marquent sa mâchoire confirment le fait qu'il a l'habitude de se battre. Malgré son goût prononcé pour le combat, Koshirô s'avère être un jeune homme doux et attachant. Sa dévotion à Tenzen le pousse à lui obéir en toute circonstance et à prendre exemple sur lui mais, sans la présence de son maître, Koshirô perd son assurance et paraît même un peu fragile : privé de son repère, le jeune ninja semble être complètement perdu, et cet état s'accentue lorsqu'il perd ses yeux.
Koshirô et Oboro ont passé leur enfance ensemble et ont été élevés comme un frère et une sœur. Si l'affection que porte Oboro à Koshirô est toujours restée fraternelle, les sentiments de ce dernier pour sa princesse semblent s'être mués en amour, sans que celle-ci s'en aperçoive. Koshirô est jaloux de l'amour qu'Oboro a pour Gennosuke, et ne comprend pas pourquoi elle est tombée amoureuse d'un Kôga. Ce sentiment de jalousie a en grande partie contribué à son aversion pour l'autre clan, et en particulier pour Gennosuke. Lorsque ce dernier prend connaissance de la rupture du pacte de non-agression et qu'il quitte Tsubagakure avec Gyôbu et Saemon, Koshirô se lance sans hésitation à sa poursuite (sous l'ordre de Tenzen) et affronte le Kôga. Mais afin de préserver la vie des deux hommes qu'elle aime (Gennosuke, son âme-sœur, et Koshirô, son frère), Oboro s'interpose entre les deux ninjas et regarde Koshirô. À ce moment-là, le pouvoir brise-charme d'Oboro combiné au Dojutsu de Gennosuke agit sur lui, et Koshirô perd ses yeux. 
À partir de ce jour, Akeginu est chargée de s'occuper de lui et, peu à peu, des sentiments nouveaux semblent s'imposer en elle : Akeginu, que Koshirô considérait plus comme une grande sœur, tombe amoureuse de lui. C'est alors que la belle ninja se retrouve dans une situation difficile : l'homme qu'elle aime est lui-même amoureux d'Oboro, à qui Akeginu est très dévouée. Sans le savoir, Koshirô est impliqué au cœur d'un des triangles amoureux qui animent les deux clans…
Koshirô possède un souffle surpuissant qui lui permet de créer des tornades capables de faire exploser le crâne de ses ennemis. Cette technique, qui d'après Tenzen est imparable, lui a beaucoup servi lors de l'attaque de Manjidani et de son combat contre Hyôma Muroga. Si ces tornades sont très puissantes, elles semblent être très influencées par les humeurs de Koshirô. En effet, lorsque, en pleine mer, il entend les cris déchirant d'Oboro, Koshirô lance malgré lui des tornades qui détériorent une partie du bateau. En plus de ce pouvoir, Koshirô sait parfaitement manier deux faucilles, qui ont servi à tuer les porteurs de Jûbei Jimushi et à blesser Shôgen Kazamashi.
Un soir, Koshirô accompagne Tenzen pour aller à la rencontre des Kôga dans la plaine, afin de tuer Hyôma Muroga. Cette nuit-là, après que Tenzen soit "tué", Koshirô se retrouve seul et aveugle, et devient une proie facile. C'est alors que Saemon Kisaragi et Kagerô décident de s'attaquer à lui. Saemon, qui imite la voix d'Akeginu, lui fait croire qu'Oboro a été tuée par les Kôga, et que le clan Iga a par conséquent perdu. Saemon-Akeginu supplie alors Koshirô de mettre fin à ses jours, tandis que Kagerô, elle aussi se faisant passer pour Akeginu, enlace le Iga. Ne pouvant se résoudre à tuer Akeginu, Koshirô se laisse étreindre, et Kagerô en profite alors pour lui donner le baiser fatal. Les souffrances qu'il a éprouvées à la suite de la perte de ses yeux et de sa princesse n'auront finalement pas été vaines : elles ont permis à Koshirô d'avoir une mort des plus douces, ce qu'il méritait à la suite de tout ce qu'il a enduré…
Koshirô a tué un ninja du clan Kôga : Hyôma Muroga..

#### Jingoro Amayo
Jingoro fait partie des dix guerriers choisis pour affronter le clan Koga. Jingoro a une apparence quelque peu étrange car peut se transformer en une sorte de limace en frottant son corps contre du sel.
Il est spécialiste dans l'assassinat. Il se fera tuer par Gyõbu qui le jettera à la mer. Jingoro a tué un ninja du clan Kôga : Josuké

#### Nenki Mino
Nenki fait partie des dix guerriers choisis pour affronter le clan Kôga. Il est un personnage orgueilleux et fier qui se croit plus fort que ses ennemis et les sous-estime. Il est d'ailleurs très jaloux de Tenzen et ne supporte pas son autorité, si bien qu'il conteste à plusieurs reprises ses ordres, ce qui coûtera non seulement la vie de plusieurs ninjas d'Iga, mais également la sienne. Contrairement à Tenzen, Nenki n'a pas l'âme d'un chef. Presque chaque décision qu'il prend se révèle désastreuse. Il manque cruellement de tact (notamment avec Hotarubi par rapport à Yashamaru) et, à trop vouloir faire ses preuves, a tendance à se montrer très imprudent. Mais Nenki posséderai aussi une grande gentillesse ; selon Oboro, celui-ci jouais avec elle quand elle était petite.
La quasi-totalité de son corps est recouverte de longs poils qu'il utilise en tant qu'armes ainsi que ses cheveux, comme s'il possédait des millions de bras. Cette technique lui a permis d'affaiblir Shôgen en utilisant les faucilles de Koshirô, et de tuer Okoi en la transperçant à l'aide des poils recouvrant son corps.
Nenki et Hotarubi semblent être assez complices. En effet, à plusieurs reprises, Nenki s'allie à la jeune ninja pour affronter leurs ennemis. C'est d'ailleurs avec elle qu'il part à Sekijuku, où les Kôga ont fait une halte afin d'y passer la nuit, dans le but de rendre aveugle Gennosuke. Mais ce soir-là, contestant à nouveau les recommandations de Tenzen, Nenki rejette toute prudence et s'attaque directement (et seul) à Hyôma et Gennosuke, pensant que leur cécité les rendait inoffensifs. Mais ne sachant pas que Hyôma maîtrise la même technique que Gennosuke, Nenki s'étrangle lui-même avec ses cheveux et se pend, sous l'influence du pouvoir de Hyôma.
Nenki a tué un ninja du clan Kôga : Okoi.

#### Hotarubi
Hotarubi fait partie des dix guerriers choisis pour affronter le clan Kôga. Elle peut rassembler des nuées de papillons. Elle entretient un lien spirituel avec sa vipère, tout comme Ogen Iga le fait avec son faucon. Elle est une jeune femme fière, et tout comme Tenzen, semble souvent agacée par l'immaturité d'Oboro.
Hotarubi se bat non seulement pour l'honneur de son clan, mais aussi pour son bien aimé, Yashamaru, qu'elle devait épouser avant qu'il ne parte avec Ogen pour Sunpu. Durant l'absence de son futur époux, Hotarubi se fait beaucoup de soucis et va même jusqu'à interroger Shôgen, le ninja que Yashamaru a affronté à Sunpu, afin qu'il lui révèle ce qu'il était advenu de son fiancé, avant de lui donner le coup de grâce. Lorsque Saemon infiltre le camp Iga sous les traits de Yashamaru, Hotarubi se laisse berner jusqu'à ce que le ninja Kôga se fasse démasquer par le regard d'Oboro. Avant de quitter Tsubagakure, Gyôbu et Saemon révèlent à Hotarubi que son fiancé est mort. 
La jeune ninja, au lieu de se laisser aller au désespoir, se fixe un objectif crucial : venger son bien aimé. C'est alors qu'elle part en quête de Saemon afin de le tuer. Elle aveuglera Gennosuke grâce au baume des "sept nuits aveugles " sans difficulté mais perdra son serpent lors de cette mission. Mais par la suite, Saemon apparaît aux yeux d'Hotarubi sous la forme de Nenki, ce qui lui permet d'approcher prudemment la jeune Iga. Mais lorsque Hotarubi se rend compte de la véritable identité de son interlocuteur, il est déjà trop tard : Saemon (sous les traits de Nenki) profite de l'inattention de la jeune femme pour lui couper les bras avant de l'abattre. 
Hotarubi n'aura jamais obtenu sa vengeance, mais aura néanmoins pu rejoindre son bien aimé, Yashamaru dans l'au-delà. Hotarubi a tué un ninja du clan Kôga : Shogen.

#### Yashamaru
Yashamaru a non seulement été choisi par Ogen pour représenter le clan Iga à Sunpu, mais aussi pour affronter leurs ennemis, les Kôga. Il est un jeune homme impétueux et arrogant. Ses armes de prédilection sont de fines cordellettes tressées avec des cheveux de femmes du clan Iga traités pour être aussi résistants que l'acier. Il est amoureux d'Hotarubi et comptait l'épouser avant que le pacte de non-agression entre Kôga et Iga ne soit rompu.
À la suite de l'annulation du pacte, Ogen confie à Yashamaru le parchemin sur lesquels sont écrits les noms des dix combattants d'Iga, dont il fait partie, afin qu'il l'apporte à Tsubagakure. Mais le ninja se fait voler le précieux parchemin par Danjô, ce dont il se rend compte bien après son départ de Sunpu. En chemin, Yashamaru se fait berner par Saemon qui a imité la voix de Tenzen, et, dans son ignorance, lui révèle même la guerre qui oppose à nouveau les deux clans. Yashamaru se fait prendre par surprise par Gyôbu, qui s'était dissimulé dans le mur qui le séparait de Saemon, et meurt étranglé. Saemon en profite alors pour prendre son apparence afin d'infiltrer le clan Iga.
Yashamaru n'a tué aucun ninja du clan Kôga.

#### Rosai Azuki
Rosai est un des dix guerriers choisis pour affronter le clan Koga. Rosai est un vieillard mais pas pour autant un membre inutile. Son corps peut s'allonger comme un élastique, il est aussi un grand pratiquant d'arts martiaux. Il sera tué par Okoi.
Rosai n'a tué aucun ninja du clan Kôga.

#### Ogen Iga
Ogen est la chef du clan Iga, elle partage un amour passionné avec Danjo dans sa jeunesse, mais l'attaque de Nobunaga sur son village prétendument aidé par le clan Kôga ruina son amour.
Ogen a tué un ninja du clan Kôga : Danjo. Elle est la première Iga à mourir.

### Clan Kôga de Manjidani

#### Gennosuke Kôga
Gennosuke Kôga est le petit-fils de Danjo Koga et fait partie des dix guerriers choisis pour affronter le clan Iga. Il devait épouser Oboro Iga, la petite fille d'Ogen d'Iga. Gennosuke est un ninja très puissant, il a été formé par son oncle Hyôma Muroga et maîtrise une technique redoutable (Dojutsu : technique de l'œil) qui force toute personne ayant des intentions de meurtre envers lui à se suicider.
Gennosuke est un ninja courageux et surtout un grand idéaliste qui se battra jusqu'à la fin pour que la paix soit rétablie entre les deux clans. Finalement, Gennosuke et Oboro, seront les deux derniers survivant des dix meilleurs guerriers choisis pour participer à ce carnage. Gennosuke demandera à Oboro de le tuer, il fermera les yeux pour les rouvrir sur une scène de cauchemar, Oboro étendue morte. Devant ce spectacle insoutenable, il se donnera la mort.
Gennosuke a tué un ninja du clan Iga : Tenzen. Il est le dernier participant à mourir.

#### Kagerô
Kagerô figure parmi les dix guerriers choisis pour affronter le clan Iga. Elle est une femme d'une grande beauté, sa sensualité est son arme la plus dangereuse (elle est d'ailleurs considérée comme étant l'une des plus redoutables ninjas). Quand elle est attirée par un homme, son souffle devient empoisonné de sorte qu'il finit par mourir s'il le respire. Selon Danjô Kôga, ce pouvoir était partagé par toutes les femmes de sa famille. Hyôma Muroga et lui se sont demandé si Kagerô finirait par épouser un homme. D'autant plus que dans le village de Kôga, nombreux sont les hommes prêts à sacrifier leur vie pour passer une seule nuit en sa compagnie. 
À l'instar des hommes de Manjidani, Tenzen perd pratiquement la raison en présence de Kagerô et, malgré son aversion pour les Kôga, tente de coucher avec elle (il se fait alors passer pour Saemon afin de la mettre en confiance). C'est la première fois que Tenzen se montre aussi négligent : Kagerô parvient à le « tuer » à l'aide de son souffle empoisonné (son excitation lui est venue lorsqu'elle s'est imaginée dans les bras de Gennosuke). Par la suite, Tenzen avance l'idée d'utiliser le pouvoir "brise-charme" d'Oboro afin de pouvoir violer Kagerô sans avoir à craindre ses halètements.
Kagerô est follement amoureuse de Gennosuke Kôga et est prête à se sacrifier pour lui, si bien qu'elle supporte l'horrible torture que lui fait subir Tenzen. Mais l'amour qu'il porte à Oboro la rend folle de jalousie. Lorsque Gennosuke ne trouve pas le courage de tuer la fille qu'il aimait, Kagerô tente de l'emporter avec elle dans la mort en lui transmettant son dernier soupir empoisonné.
Kagerô a tué deux ninjas du clan Iga : Koshirô et Akeginu.

#### Saemon Kisaragi
Saemon est l'un des dix guerriers choisis pour combattre le clan Iga. C'est un personnage respectueux mais assez distant, hormis quand sa sœur Okoi est présente. Parmi tous les ninjas de Kôga, Saemon est probablement l'un des plus compatissants vis-à-vis du clan Iga, et ne s'est jamais réjoui à l'idée de tuer ses ennemis, surtout lorsqu'il s'agissait de femmes. Il est également quelqu'un de patient : en effet, il est l'un des seuls ninjas de Manjidani à supporter Kagerô.
Saemon a le pouvoir de prendre l'apparence de n'importe qui, pouvoir qui sera très utile dans la guerre opposant Kôga et Iga. Pour ce faire, il forme un petit monticule de terre et d'argile dans lequel il moule le visage qu'il veut prendre. Il peut aussi faire pousser ses cheveux, imiter les voix et grandir en allongeant ses articulations. 
Ainsi, Saemon a pu recueillir des informations auprès de Yashamaru en imitant la voix de Tenzen, a pris l'apparence du jeune Iga après que Gyôbu l'ait tué, et a infiltré le clan Iga avant de se faire démasquer par le regard brise-charme d'Oboro. Ensuite, il a pris l'apparence de Nenki, ce qui lui a permis d'approcher Hotarubi en toute sécurité et de la tuer. Lors de leur « marche nocturne », Saemon s'est allié à Kagerô afin de tuer Koshirô : il a imité la voix d'Akeginu afin de mettre le Iga en confiance, et ainsi permettre à Kagerô de l'approcher suffisamment pour le tuer. 
Mais son pouvoir, aussi utile soit-il, lui a néanmoins été fatal : ignorant que Tenzen était immortel, Saemon a pris son apparence. Cela lui a permis de tromper Akeginu afin que Kagerô la tue, mais a également causé sa perte.
Saemon a tué un ninja du clan Iga : Hotarubi.

#### Hyôma Muroga
Hyôma est choisi dans la liste des dix combattants pour représenter le clan Kôga contre le clan Iga. Il est le personnage le plus mystérieux, mais fait partie des quatre personnages les plus puissants. Il est second chef du clan Kôga après Danjô Kôga. Hyôma est le sensei de Gennosuke Kôga et aussi son oncle (il est le petit frère de la mère de Gennosuke), c'est lui qui lui a permis de devenir un ninja accompli en lui apprenant à se passer de ses yeux (ce qui sera fort utile à Gennosuke lorsque celui-ci sera rendu aveugle). Il semble être d'une nature très protectrice envers son neveu. Hyôma est capable de localiser une personne à une longue distance à l'aide de ses autres sens affutés, est un excellent manieur de katana, et possède les mêmes pupilles que Gennosuke. Cependant, contrairement à ce dernier, le pouvoir de Hyôma est actif en permanence donc, afin de ne pas tuer malencontreusement quelqu'un (un autre Kôga, par exemple), il garde les yeux constamment fermés. C'est pour cette raison que Hyôma est considéré comme aveugle.
Hyôma est quelqu'un de calme, d'intelligent et d'harmonieux qui a réussi à découvrir la vérité du monde. Il est la première personne à savoir que le clan Iga allait pénétrer dans le village et la première personne à avoir compris que Hattori avait rompu le pacte de non-agression.
Lors de leur marche nocturne dans la plaine, Hyôma « tue » Tenzen. Koshirô, qui dirigeait le faucon, surgit ensuite pour abattre Gennosuke. Afin de préserver la vie de son neveu et de Kagerô, Hyôma leur ordonne de s'éloigner et décide d'affronter seul le ninja du clan Iga. Mais son pouvoir n'ayant aucun effet contre un aveugle qui, de plus, porte un drap sur les yeux, Hyôma meurt touché par une tornade envoyée par Koshirô. Cependant Hyôma reste debout, même dans la mort, et conservera sa noblesse éternellement.
Hyôma a tué un ninja du clan Iga : Nenki.

#### Gyôbu Kazumi
Gyôbu fait partie des dix guerriers choisis pour affronter le clan Iga. Il est une personne audacieuse et associable, sauf avec Okoi, avec qui il aime partir à la chasse, et Saemon, dont la technique est équivalente à la sienne. Gyôbu est très grand (environ 2 mètres), chauve et d'une musculature impressionnante. Si sa carrure laisserait plutôt penser qu'il est un ninja habitué au combat, Gyôbu est en réalité un spécialiste de la dissimulation. En effet, il est capable de fusionner son corps à la matière et ou de passer à travers des objets. Cette technique, qui lui a été très souvent utile, présente néanmoins des inconvénients non négligeables : afin de pouvoir se dissimuler, Gyôbu ne doit absolument rien porter sur lui (ni vêtements, ni armes…). De plus, Gyôbu subit tout dommage causé à l'objet (ou autre) avec lequel il a fusionné : c'est de cette façon que Tenzen Yakushiji est parvenu à le tuer.
Le premier jour du voyage pour Sunpu, Gyôbu quitte sans prévenir les siens et part se dissimuler parmi les Iga. Il monte sur le bateau avec eux et, lorsque Tenzen tente de violer Oboro, Gyôbu profite de son inattention pour le « tuer ». Mais avant d'avoir eu le temps de se débarrasser de Koshirô et d'Oboro (étant tous deux aveugles, ils étaient des proies faciles), Akeginu et Jingorô arrivent dans la cabine, ce qui oblige Gyôbu à se dissimuler à nouveau. Il tue ensuite Jingorô en le lançant dans la mer, et affronte Tenzen. Mais lorqu'Akeginu utilise son pouvoir sur lui, Gyôbu, couvert de sang, se retrouve alors dans l'incapacité de se dissimuler. Tenzen en profite alors pour porter le coup fatal à Gyôbu lorsque ce dernier fusionne avec une planche du bateau. Afin de provoquer les Kôga, Tenzen expose cette planche sur le chemin allant vers Sunpu. Lorsque les Kôga découvrent cette planche, ils prennent le temps de rendre hommage à leur confrère et lui improvisent des petites "funérailles".
Lorsqu'il était enfant, Gyôbu s'entraînait avec son père afin de devenir un ninja accompli. C'est lui qui lui a appris à ne jamais hésiter et à n'avoir aucune pitié pour son ennemi. Un jour, alors qu'il devait se rendre à Tsubagakure en tant qu'émissaire afin d'établir une paix avec les Iga, le père de Gyôbu se fait piéger puis tuer par ceux-ci. Gyôbu, qui a vu son père rendre son dernier souffle sous ses yeux, a abandonné ce jour-là tout sentiment de pitié, comme il le lui avait enseigné. Gyôbu n'a jamais pu venger la mort de son père à cause du pacte de non-agression établi par Hanzo Hattori, mais voue néanmoins une haine incomparable au clan Iga. En réalité, le meurtre du père de Gyôbu a été organisé par Tenzen lui-même. À cette époque, il y avait un Iga qui possédait la même technique que Saemon Kisaragi : ce ninja était capable de prendre l'apparence de n'importe qui. Il a donc pris les traits du père de Gyôbu afin de duper les Iga et leur faire croire que les Kôga les avaient attaqués en même temps qu'Oda, ce dans le but d'entretenir la haine entre les deux clans, qui étaient sur le point de se réconcilier avec le mariage de Danjô Kôga et Ogen. Le ninja possédant la technique de Saemon a choisi de prendre l'apparence du père de Gyôbu car, étant un émissaire de Manjidani, il paraissait crédible qu'il mène l'attaque contre Tsubagakure, soi-disant sous les ordres du chef des Kôga, puisqu'il en était proche.
Gyôbu a tué deux ninjas du clan Iga : Jingorô Amayo et Yashamaru.

#### Okoi Kisaragi
Okoi fait partie des dix guerriers choisis pour affronter le clan Iga. C'est la petite sœur de Saemon Kisaragi, avec qui elle partage des liens très forts malgré leurs caractères opposés. Elle est une jeune fille énergique à la carrure athlétique, et dotée d'un tempérament provocateur : elle prend grand plaisir à irriter les ninjas du clan Iga lorsque ceux-ci l'importunent.
Durant son temps libre, Okoi aime partir à la chasse accompagnée de Gyôbu, dont elle est probablement proche (elle tente d'ailleurs de convaincre son frère Saemon de se joindre à eux). La jeune ninja aurait voulu accompagner Gennosuke à Tsubagakure, ce qui laisse supposer qu'ils sont amis. En revanche, Okoi ne semble pas apprécier Jôsuke, qui ne parvient pas à "contrôler ses pulsions" en sa présence…
Le pouvoir d'Okoi est très étrange, elle est similaire à une Sangsue. Elle peut aspirer le sang de ses victimes une fois que leurs peaux sont en contact, ce qui explique que ses vêtements soient très courts. Tout le sang se dirige alors vers le corps d'Okoi et son adversaire est littéralement asséché. Après cette opération, elle doit vomir le sang excédant de son corps.
Okoi a tué un ninja du clan Iga : Rosai Azuki

#### Jûbei Jimushi
Jûbei est l'un des dix guerriers choisis par Danjo Kôga pour affronter le clan Iga. C'est un ninja ingénieux et rusé. Il est également décrit comme un très bon astrologue pouvant prédire avec une exactitude étonnante (il a d'ailleurs prédit la mort de Danjô Kôga et de Shôgen). 
Jubei est quelqu'un de rigoureux et d'intransigeant : en effet, lorsque Kagerô vient le voir pour le questionner sur le mariage entre Oboro et Gennosuke, l'astrologue refuse de lui répondre, en lui rétorquant qu'il ne peut lui faire des prédictions ne la concernant pas. Il n'accepte même pas d'en parler à Hyôma, malgré l'estime et le respect qu'il a pour lui. À l'inverse, Hyôma semble attacher beaucoup d'importance aux prédictions de Jûbei.
Jûbei est un ninja totalement dépourvu de membres, il n'a ni bras ni jambes. Pour se déplacer, il utilise une sorte de cotte de mailles plaquée sur son torse et qui lui sert pour se déplacer comme un serpent (il est d'ailleurs plus rapide que la plupart de ses ennemis).
Pour combattre, Jûbei dispose d'un long sabre astucieusement caché dans sa gorge et qu'il manie grâce à sa longue langue. Ce sont les muscles sur-développés de son estomac qui lui permettent de faire sortir le sabre de son corps. Mais une fois que sa technique est découverte par un ninja, elle devient alors inutile (sauf si le ninja est tué). Ayant déjà été une fois victime de la technique de Jûbei, Tenzen, préparé à ce qui l'attendait, parvient à le tuer lors de leur second affrontement.
Jûbei n'a tué aucun ninja du clan Iga.

#### Jôsuke Udono
Jôsuke fait partie des dix guerriers choisis pour affronter le clan Iga. Il est un ninja parfois un peu naïf et met souvent les pieds dans le plat. Son manque de tenue exaspère d'ailleurs son ami Gennosuke plus d'une fois. Il est toujours de bonne humeur, possède un grand sens de l'humour et semble adorer les paris (c'est ainsi qu'il se dispute le parchemin des Iga avec Rôsai et qu'il tente de s'assurer une nuit torride en compagnie d'Akeginu). Jôsuke est très sensible aux femmes, notamment à Okoi et Akeginu. Cette dernière use même de ses charmes avec le Kôga afin qu'il accompagne Gennosuke à Tsubagakure. Jôsuke se fait duper par la belle ninja et, aveuglé par le désir qu'il lui porte, ne se rend pas compte qu'elle a pour but de le tuer.
Jôsuke est très gros et pourtant il est très rapide. Son corps tout entier ressemble à une boule de caoutchouc totalement malléable, ce qui lui permet de rebondir comme un ballon et de s'infiltrer dans des passages étroits (comme les barreaux de la cellule dans laquelle il a été enfermé. La consistance de son corps lui permet également d'être insensible aux lames les plus coupantes, ce qui lui a été utile lors de son affrontement avec Akeginu.
C'est sa naïveté qui cause la perte de Jôsuke : lorsque celui-ci découvre Jingorô gisant par terre réclamant de l'eau suivit d'une traînée de sel menant à l'endroit où réside Gennosuke, l'imposant Kôga s'empare de Jingorô, à moitié consumé par le sel, et le tient au-dessus de l'eau afin de l'inciter à s'expliquer. Jingorô lui révèle alors l'annulation du pacte de non-agression tout en reprenant des forces grâce aux gouttelettes d'eau qui l'éclaboussent et, avant que Jôsuke n'ait le temps de réagir, Jingorô s'infiltre en lui. Jôsuke meurt étouffé, et Gennosuke, qui était avec lui à Tsubagakure, n'apprend son décès que bien plus tard.
Jôsuke n'a tué aucun ninja du clan Iga.

#### Shogen Kazamachi
Shogen est un des dix guerriers choisi par Danjo Koga pour affronter le clan Iga. Il a l'apparence d'un bossu et se déplace un peu comme une araignée (il peut notamment s'agripper sur des surfaces verticales, des arbres…). Entre autres il est très agile et peut cracher de la toile d'araignée et une sorte de bave collante avec sa longue langue.
Il est réputé pour être sadique et pour aimer jouer avec ses adversaires avant de les tuer. Il sera tué par Hotarubi après avoir été blessé par Nenki.
Shogen n'a tué aucun ninja du clan Iga.

#### Danjo Koga
Danjo Koga est le chef du clan Koga et le grand-père de Gennosuke Koga. Il maîtrise une technique qui repose sur le lancer d'aiguilles empoisonnées particulièrement mortelles.
Quand il était jeune Danjo et Ogen Iga étaient tombés amoureux l'un de l'autre et auraient dû se marier pour mettre fin aux tensions entre Koga et Iga (cette période est plus détaillée dans l'anime que dans le manga) mais il n'aura jamais lieu. En effet un soir le clan Koga attaque le village Iga. Durant cette attaque, le père d'Ogen perd la vie. Après avoir volé le parchemin des Iga, parchemin avec le nom des dix guerriers des deux camps devant s'entretuer, il s’attellera à cette funeste tâche en transperçant la gorge de son ancien amour Ogen avec une aiguille. Mal lui en aura pris, Ogen rassemblant ses dernières forces le poignardera dans le dos. Il mourra avec Ogen dans les bras.
Danjo a tué un ninja du clan Iga : Ogen. Il est le premier participant du Tournoi à mourir.

## Anime

### Liste des épisodes
| No | Titre français                    | Titre japonais | Titre japonais  | Date de 1re diffusion |
| No | Titre français                    | Kanji          | Rōmaji          | Date de 1re diffusion |
| -- | --------------------------------- | -------------- | --------------- | --------------------- |
| 1  | 19e année de l'ère Keichô.        | 相思相殺       | Sōshi Sōsatsu   | 12 avril 2005         |
| 2  | Deuxième mouvement.               | 胎動弐場       | Taidō Niba      | 19 avril 2005         |
| 3  | Cruelles nuées d'insectes.        | 凶蟲無惨       | Kyōchū Muzan    | 26 avril 2005         |
| 4  | Les murs maléfiques de la nuit.   | 妖郭夜行       | Yōkaku Yakō     | 3 mai 2005            |
| 5  | Rites ninja.                      | 忍者六儀       | Ninja Rokugi    | 10 mai 2005           |
| 6  | Larmes d'amour.                   | 降涙恋慕       | Kōrui Renbo     | 17 mai 2005           |
| 7  | Contact infernal.                 | 人肌地獄       | Hitohada Jigoku | 24 mai 2005           |
| 8  | Impitoyable nuage de sang.        | 血煙無情       | Chikemuri Mujō  | 31 mai 2005           |
| 9  | Triste pluie incessante.          | 哀絶霖雨       | Aizetsu Rinu    | 7 juin 2005           |
| 10 | Ordres du maître.                 | 神祖御諚       | Shinso Gojō     | 14 juin 2005          |
| 11 | Obstacles sans espoir.            | 石礫無告       | Sekireki Mukoku | 21 juin 2005          |
| 12 | Réminiscences.                    | 追想幻燈       | Tsuisō Gentō    | 28 juin 2005          |
| 13 | La danse effrénée des papillons.  | 胡蝶乱舞       | Kochō Ranbu     | 5 juillet 2005        |
| 14 | Mort subite dans le détroit.      | 散花海峡       | Sange Kaikyō    | 12 juillet 2005       |
| 15 | Mort sur les flots.               | 波涛獄門       | Hatō Gokumon    | 19 juillet 2005       |
| 16 | Souvenirs éphémères.              | 懐抱淡画       | Kaihō Tanga     | 26 juillet 2005       |
| 17 | Errance dans les ténèbres.        | 昏冥流亡       | Konmei Rubō     | 2 août 2005           |
| 18 | L'aube des ténèbres.              | 無明払暁       | Mumyō Futsugyō  | 9 août 2005           |
| 19 | Complot d'une femme sanguinaire.  | 猛女姦謀       | Mōjo Kanbō      | 16 août 2005          |
| 20 | Miséricorde.                      | 仁慈流々       | Jinji Ryūryū    | 23 août 2005          |
| 21 | Kagerô, la fascinante meurtrière. | 魅殺陽炎       | Misatsu Kagerō  | 30 août 2005          |
| 22 | Lamentations.                     | 鬼哭啾々       | Kikoku Shūshū   | 6 septembre 2005      |
| 23 | Désir d'étreinte.                 | 夢幻泡影       | Mugen Hōyō      | 13 septembre 2005     |
| 24 | Retrouvailles dans la mort.       | 来世邂逅       | Raise Kaikō     | 20 septembre 2005     |

### Doublage
| Personnages      | Voix japonaises     | Voix françaises       |
| ---------------- | ------------------- | --------------------- |
| Oboro Iga        | Nana Mizuki         | Florence Le Corne     |
| Gennosuke Koga   | Kōsuke Toriumi      | Anatole de Bodinat    |
| Nenki Mino       | Kenji Utsumi        | Patrick Noerie        |
| Tenzen Yakushiji | Shō Hayami          | Emmanuel Gradi        |
| Akeginu          | Misa Watanabe       | Agnès Manoury         |
| Koshirô Chikuma  | Wataru Hatano       | Fabien Jacquelin      |
| Jingoro Amayo    | Ken Uo              | Pascal Casanova       |
| Hotarubi         | Miyuki Sawashiro    | Caroline Victoria     |
| Yashamaru        | Naoki Yanagi        | François Creton       |
| Rosai Azuki      | Takeshi Aono        | Olivier Angèle        |
| Ogen Iga         | Hisako Kyōda        |                       |
| Kagerô           | Risa Hayamizu       | Pascale Chemin        |
| Saemon Kisaragi  | Yōji Ueda           | Marc Wyseur           |
| Hyôma Muroga     | Yasushi Miyabayashi | Jacques Albaret       |
| Gyôbu Kazumi     | Katsuhiro Kitagawa  | Jean-Bernard Guillard |
| Okoi Kisaragi    | Haruka Kimura       | Françoise Escobar     |
| Jûbei Jimushi    | Atsushi Imaruoka    |                       |
| Jôsuke Udono     | Katsui Taira        | Antoine Tomé          |
| Shogen Kazamachi | Ryuusaku Chidiwa    |                       |
| Danjo Koga       | Kiyoshi Kobayashi   |                       |